# 繆大亨
繆大亨（？—1363年），安徽定遠人，元末明初军事将领。

## 生平
其最初纠集义军，率两万部队与張知院屯守橫澗山，后朱元璋夜袭成功，繆大亨父子败走。后次年，再次收复散兵，朱元璋派其叔繆貞劝其投降，后归降朱元璋，之后因功升任元帅，并率众攻下扬州。此后击败明鑒，遣送其将领及家属到应天。后升任同僉樞密院事，统领揚州、鎮江。繆大亨有才能，为人宽厚，治军严厉，禁止屠杀和伤民。后早年去世，朱元璋过镇江时，谈：“繆將軍生平端直，未嘗有過，惜不見矣。”并派使者去其墓祭奠。